# 阿斯托爾島
62°38′22.8″S 61°10′15.4″W / 62.639667°S 61.170944°W
阿斯托爾島是南極洲的島嶼，位於南設得蘭群島，處於拉吉德島和利文斯頓島之間，面積0.12平方公里，現時由南極條約體系管理。

## 外部連結
- SCAR Composite Antarctic Gazetteer（页面存档备份，存于）.